# 31e brigade parachutiste
Pour les articles homonymes, voir 31e brigade.
La 31e brigade parachutiste est une unité d'élite des forces armées zaïroises. Entraînée avec le soutien de la France à partir de 1978, elle participera à de nombreux combats en soutien du régime de Mobutu Sese Seko.

## Histoire

### Formation et intervention au Shaba
Pendant la première guerre du Shaba, les troupes zaïroises, y compris les bataillons aéroportés, se révèlent incapables de contenir seuls les rebelles du front national de libération du Congo (FLNC). Il est décidé d'entraîner une nouvelle unité, la 31e brigade, formée des 311e, 312e et 313e bataillons. Les instructeurs français occupent les postes de commandement au sein de l'organigramme. L'entraînement commence en janvier 1978 à Ndjili sous la responsabilité du colonel Ballade de l'armée française. Une partie des soldats vient de la division Kamanyola (en) entraînée par des Nord-Coréens.
Au déclenchement de la seconde guerre du Shaba en mai 1978, seul le 311e bataillon du major Mahele Lieko est prêt au combat, même si toujours en formation. Pour reprendre la ville minière de Kolwezi envahie par le FLNC, Mobutu Sese Seko demande d'engager les FAZ sans soutien étranger. La deuxième compagnie du capitaine Mosala-Monja est anéantie en sautant sur Kolwezi le 15 mai au matin. La première compagnie et la section de commandement de Mahele rejoint la ville par voie terrestre. Renforcée par une compagnie du 133e bataillon de la division Kamanyola, la colonne déjoue deux embuscades malgré l'inexpérience de ses soldats. Ils s'emparent de l'aéroport le 17 mai à midi, avant le parachutage du 2e régiment étranger parachutiste deux jours plus tard (opération Bonite).

### La brigade dans les années 1980

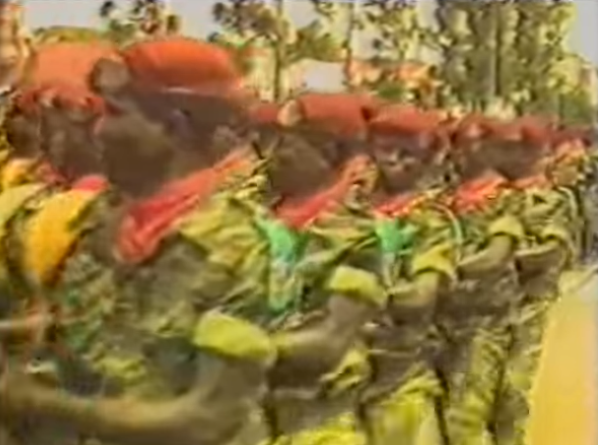
Des parachutistes de la défilent à Kinshasa en 1985.

Dans les années 1980, la brigade devient le fer de lance de l'armée de Mobutu. Elles est notamment déployée au Shaba ainsi qu'à la frontière ougandaise. Elle participe également aux nombreuses opérations extérieures zaïroises. Elle est engagée comme force d'interposition neutre pendant le conflit tchado-libyen en 1981 et 1982, puis en 1983, et se comporte bien sans son encadrement français. En 1984, le 311e bataillon, sous les ordres du major Ebamba, est parachuté pour reprendre la ville de Moba au Shaba, attaquée par le parti de la révolution du peuple, puis la brigade mène une contre-insurrection autour de la ville (opérations Moba I et Moba II). Sa performance est à nouveau jugée très bonne. Le 313e bataillon est engagé contre le front patriotique rwandais en octobre 1990 lors de la première phase de la guerre civile rwandaise,.

### Mutinerie et disparition

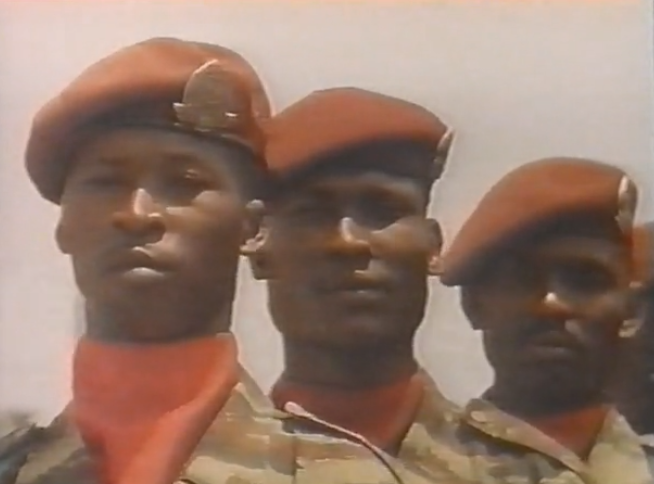
Des soldats de la entre 1991 et 1993.

La brigade initie le 22 septembre 1991 les pillages du Zaïre en attaquant l'aéroport Ndjili de Kinshasa. La mutinerie est réprimée par Mahele devenu général. Elle est fortement désorganisée à la suite de ces évènements par le départ de ses instructeurs et se « clochardise ». En 1992, Mobutu, craignant que Mahele utilise la brigade pour un coup d'état, envoie la brigade au Kivu. Les soldats, impayés, extorquent les populations locales et se joignent au plus offrant dans les conflits locaux.
La brigade, ayant perdu son statut d'unité d'élite, combat lors de la première guerre du Congo à partir de 1996 face à l'alliance des forces démocratiques pour la libération du Congo. Un bataillon est présent à Bunia et se rend fin décembre 1996. Lors de la bataille de Kisangani, le reste des parachutistes est mis en déroute le 13 mai 1997.

## Équipement

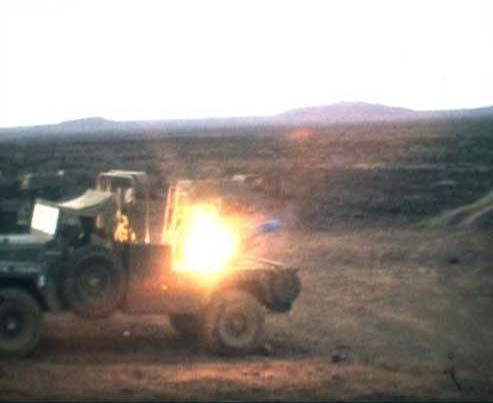
Un missile SS.11 tiré depuis un camion de l'armée française. La brigade a utilisé un tel système dans les combats de l'aéroport de Kolwez en 1978.

En mai 1978, les soldats remplacent partiellement leurs fusils FN FAL et leurs pistolets-mitrailleurs Uzi par des fusils M16 fournis par les Américains,. Les mitrailleuses étaient des FN MAG et l'unité utilise pendant l'opération au Shaba des lance-roquettes RPG-7, des mortiers lourds et des lance-missiles SS.11. Aérotransportés par les C-130 Hercules de la force aérienne zaïroise, les parachutistes utilisent dans les années 1980 un C-47 Dakota civil pour s'entraîner. La brigade est motorisée sur camions ACMAT et jeeps.